# Kelly Willis
Pour les articles homonymes, voir Willis.
Kelly Willis, née le 2 octobre 1968, est une chanteuse et compositrice de musique country, dont la musique est décrite comme « country contemporaine », « country alternative » et « new traditional country ».

## Discographie

### Albums
- Well Travelled Love (1990)
- Bang Bang (1991)
- Kelly Willis (1993)
- Fading Fast (EP) (1996)
- What I Deserve (1999)
- One More Time: The MCA Recordings (2000)
- Easy (2002)
- Happy Holidays (2003)
- Translated From Love (2007)

### Singles
| Année | Chanson                                     | US Country | Album                |
| ----- | ------------------------------------------- | ---------- | -------------------- |
| 1990  | "I Don't Want To Love You"                  |            | Well Travelled Love  |
| 1990  | "River of Love"                             |            | Well Travelled Love  |
| 1990  | "Looking For Someone Like You"              |            | Well Travelled Love  |
| 1991  | "Baby Take a Piece of My Heart"             | 51         | Bang Bang            |
| 1991  | "The Heart That Love Forgot"                |            | Bang Bang            |
| 1992  | "Settle For Love"                           |            | Bang Bang            |
| 1993  | "Whatever Way The Wind Blows"               | 72         | Kelly Willis         |
| 1993  | "Heaven's Just A Sin Away"                  | 63         | Kelly Willis         |
| 1999  | "Not Forgotten You"                         |            | What I Deserve       |
| 2002  | "If I Left You"                             |            | Easy                 |
| 2003  | "Don't Come The Cowboy With Me, Sonny Jim!" |            | Easy                 |
| 2007  | "Teddy Boys"                                |            | Translated From Love |
| 2007  | "The More That I'm Around You"              |            | Translated From Love |